# Vladimír Dvořák (politik)
Vladimír Dvořák (13. května 1913 – ???) byl český a československý politik a poúnorový bezpartijní poslanec Národního shromáždění ČSR.

## Biografie
Ve volbách roku 1954 byl zvolen do Národního shromáždění jako bezpartijní ve volebním obvodu Bučovice-Vyškov. V parlamentu setrval do konce funkčního období, tedy do voleb roku 1960. K roku 1954 se profesně uvádí jako předseda JZD v obci Kozlany.